# Pictilabrus viridis
Pictilabrus viridis es una especie de peces de la familia Labridae en el orden de los Perciformes.

## Morfología
Los machos pueden llegar alcanzar los 14,1 cm de longitud total.

## Distribución geográfica
Se encuentra en Australia Occidental.